# JR九州巴士

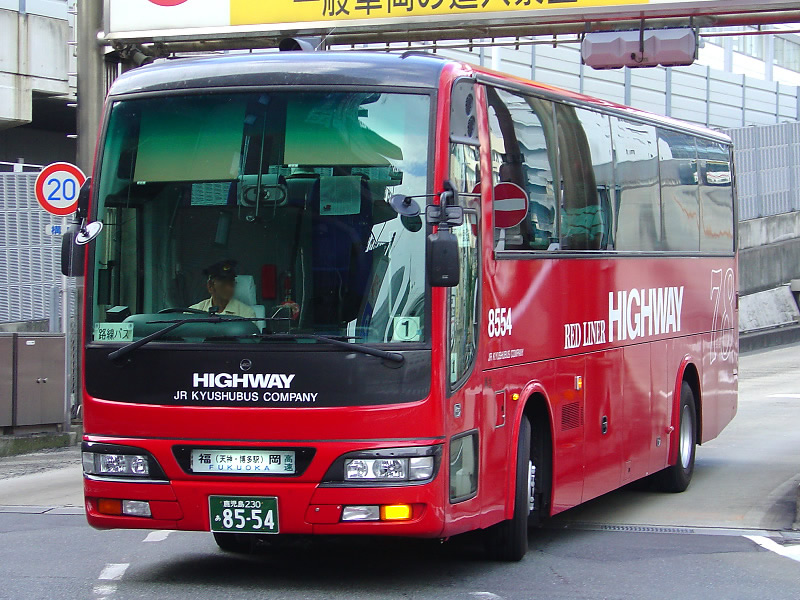
日產柴油SpaceWing

JR九州巴士（日语：JR九州バス）是日本九州地方的巴士業者之一，九州旅客鐵道（JR九州）的全資子公司。本部位于福岡縣福岡市博多區堅粕2丁目22番2号。公司成立于2001年2月5日。現有博多、直方、嬉野、鹿兒島、宮崎五家支店。
JR九州巴士大多數車輛以水戶岡銳治所設計、和母公司JR九州相同的紅色系做為塗裝，並標示「RED LINER」，與JR巴士其他公司大多仍承襲國鐵巴士的白底藍邊塗裝有所不同。原本車側的燕子標誌則縮小並改為金屬銘板，鑲於車輛前方。

## 外部連結
- JR九州巴士 （页面存档备份，存于）